# Szojuz TMA–09M
A Szojuz TMA–09M a Szojuz TMA–M orosz háromszemélyes űrhajó repülése volt 2013-ban. A 36. expedíció és a 118. Szojuz űrhajó (1967 óta).

## Küldetés
Hosszú távú cserelegénységet szállított az ISS fedélzetére. A tudományos és kísérleti feladatokon túl az űrhajók cseréje volt szükségszerű.

## Jellemzői

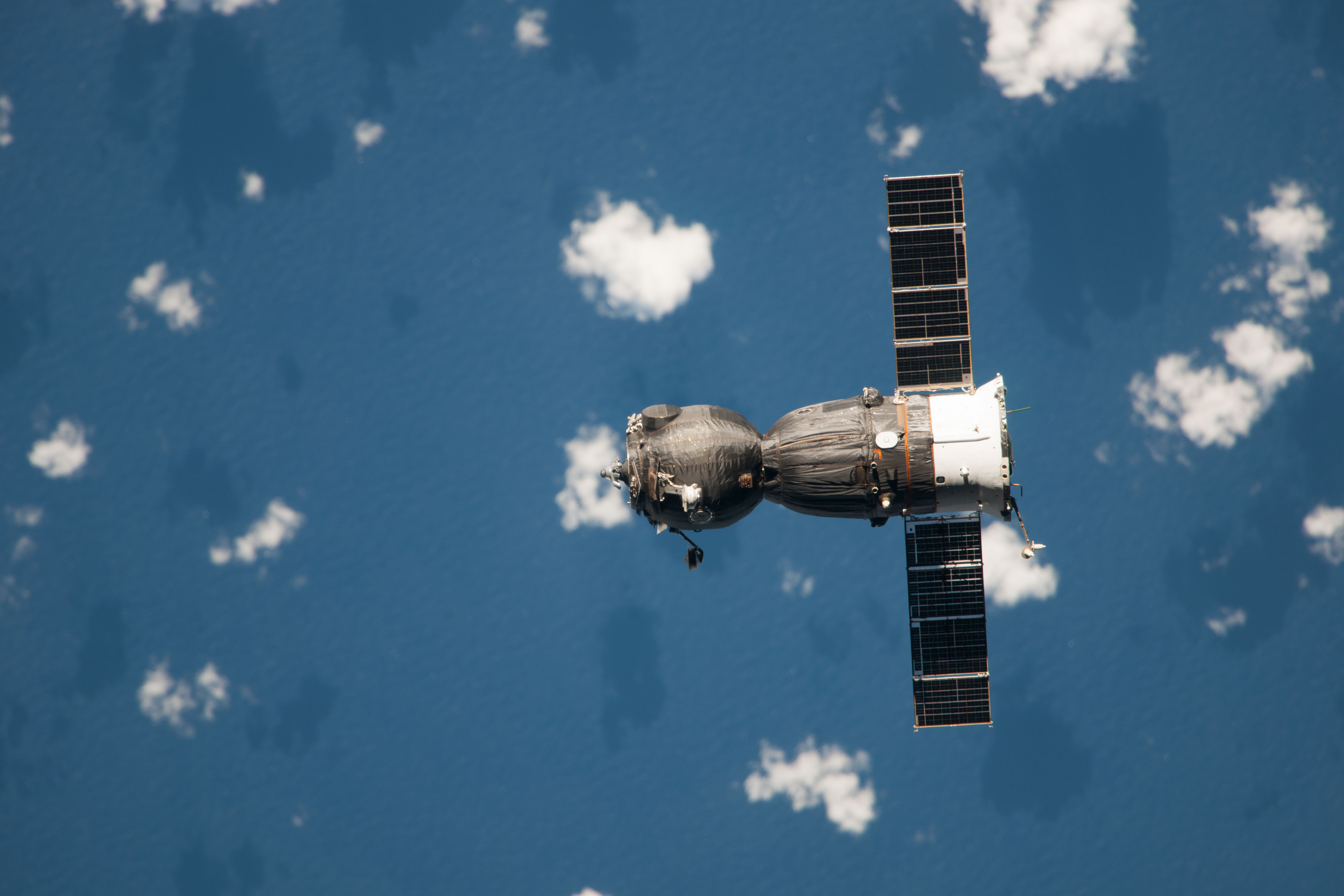
A Szojuz TMA–09M a Nemzetközi Űrállomásról fényképezve

2013. május 28-án a Bajkonuri űrrepülőtér indítóállomásról egy Szojuz–FG juttatta Föld körüli, közeli körpályára. Több pályamódosítást követően május 28-án a Nemzetközi Űrállomást (ISS) automatikus vezérléssel megközelítette, majd sikeresen dokkolt. Az orbitális egység pályája 88,7 perces, 51,6 fokos hajlásszögű, elliptikus pálya-perigeuma 200 kilométer, apogeuma 250 kilométer volt.
A Progressz teherűrhajókkal (M–16M, M–17M, M–17M) új megközelítési technikát próbáltak ki, hogy ne legyen kétnapos a megközelítés ideje (egészséges szintre emeljék az űrhajósok komfortfokát). Az orbitális egység pályára állását követő nyolcszori gyorsítással elérték az ISS pályamagasságát. A technikai fejlesztések eredményeként a felszállás-dokkolás volt a leggyorsabb művelet, 6 óra időtartamot vett igénybe. A további repülések során egy tipikus transzatlanti repülési idővel (3 óra 30 perc – 4 óra) tervezik az ISS megközelítését. A dokkolásnál előírt műveleti sorrend további 6 órát vett igénybe, amíg átmehettek az űrállomásra.
Az időszakos karbantartó munkálatok mellett elvégezték az előírt kutatási, kísérleti és tudományos feladatokat. A legénység több mikrogravitációs kísérletet, emberi, biológiai és biotechnológiai, fizikai és anyagtudományi, technológiai kutatást, valamint a Földdel és a világűrrel kapcsolatos kutatást végeztek. Fogadják a Progressz teherűrhajókat, a Dragon teherűrhajót, a HTV-4 teherszállítót, az ATV–004-et, a Cygnus teherűrhajót, az SpaceX-3 teherűrhajót, kirámolják a szállítmányokat, illetve bepakolják a keletkezett hulladékot.
2013. november 11-én szállt le.

## Személyzet

### Felszállásnál
- Fjodor Nyikolajevics Jurcsihin (4) parancsnok,  Oroszország
- Luca Parmitano (1) fedélzeti mérnök/ISS parancsnok,  Olaszország
- Karen L. Nyberg (2) fedélzeti mérnök,  Egyesült Államok

### Leszálláskor
- Fjodor Nyikolajevics Jurcsihin (4) parancsnok,  Oroszország
- Luca Parmitano (1) fedélzeti mérnök/ISS parancsnok,  Olaszország
- Karen L. Nyberg (2) fedélzeti mérnök,  Egyesült Államok

### Tartalék személyzet
- Mihail Vlagyiszlavovics Tyurin parancsnok,  Oroszország
- Richard Alan Mastracchio fedélzeti mérnök,  Egyesült Államok
- Vakata Kóicsi fedélzeti mérnök,  Japán